# Diritto consolare
Il diritto consolare si riferisce al complesso di regole internazionali, generalmente di natura consuetudinaria e convenzionale, che regolano le garanzie derivanti dall'istituzione consolare.

## Storia
Le relazioni consolari sono state disciplinate per la prima volta in forma organica con la Convenzione di Vienna del 24 aprile 1963 (conferenza delle Nazioni Unite).
Queste norme disciplinano le modalità di costituzione degli Uffici Consolari degli Stati esteri nei territori di ogni singolo Stato; vengono regolate le procedure per la nomina dei soggetti che dovranno dirigere detti Uffici; le funzioni dei Consoli; l'individuazione di gerarchie come Consoli Generali (e Generali di prima classe), Consoli, vice Consoli, agenti consolari; prerogative dei Consoli.

## Funzioni dell'attività consolare
Gli uffici consolari possono ricevere gli atti loro inviati e provvedono alla loro notificazione direttamente o attraverso le autorità locali.
La legge attribuisce compiti particolari ai Consolati per l'espletamento di attività istruttorie e per l'esercizio di funzioni di volontaria giurisdizione.
Le autorità consolari possono compiere atti istruttori delegati dai giudici italiani nei procedimenti civili (si pensi alla necessità di sentire un testimone residente in uno Stato estero); sono legittimati ad esperire il tentativo di conciliazione in controversie all'estero in cui siano parti cittadini italiani e possono ricevere dichiarazioni, anche giurate, e istanze di gratuito patrocinio relative a giudizi nazionali.
Le autorità consolari esercitano, ove occorra, i poteri del giudice tutelare verso i cittadini minorenni, interdetti, emancipati e inabilitati residenti nella loro circoscrizione, nominando i tutori, i protutori e i curatori previsti dalla legislazione italiana.
Possono ancora, in materia di diritto di famiglia e di successioni, esercitare la potestà di emanare provvedimenti di competenza del giudice tutelare e del presidente del tribunale ordinario o dei minorenni, oltre che di ricevere dichiarazioni di legittimazione di figli naturali al momento del matrimonio e domande di legittimazione per decreto del Capo dello Stato.
Oltre gli interessi sopra indicati i consolati possono svolgere interessi privati.
I capi degli uffici consolari possono essere nominati arbitri nelle controversie tra cittadini all'estero, purché autorizzati dalle parti a pronunciare secondo equità, possono compiere atti conservativi di vigilanza e di amministrazione richiesti nell'interesse di nostri concittadini, possono intervenire in materia di successioni, ricevendo dichiarazioni di accettazione e di rinuncia di eredità o di accettazione con beneficio di inventario nonché altre dichiarazioni o istanze attinenti all'eredità e custodendo i beni successori.
Esistono pure delle funzioni di natura amministrativa, concesse ai Consolati.
Per esempio quelle concernenti le funzioni di ufficiale dello stato civile, i compiti in tema di cittadinanza e le funzioni notarili.
Tra le prime rientra la possibilità di celebrare il matrimonio tra cittadini o tra un cittadino e uno straniero, anche per procura, di ricevere domande di rettificazione degli atti di stato civile e le domande di cambiamento e di aggiunta di nomi e cognomi.
Per quanto riguarda la cittadinanza i capi degli uffici consolari rilasciano i relativi certificati, curano l'anagrafe dei cittadini residenti nelle rispettive circoscrizioni, ricevono gli atti relativi al riconoscimento, all'acquisto o al riacquisto della cittadinanza e operano i relativi accertamenti.
In ambito notarile i capi degli uffici consolari esercitano le relative funzioni conformemente alla legislazione nazionale anche quando, nei relativi atti, siano parti solo non cittadini, purché, in quest'ultimo caso, ciò sia previsto dalle convenzioni internazionali o se gli atti anzidetti debbano essere fatti valere in Italia.